# جنگل‌های مرطوب حاره‌ای فیجی
جنگل‌های مرطوب حاره‌ای فیجی بوم‌ناحیه‌ای از نوع جنگل‌های پهن‌برگ مرطوب حاره‌ای و جنب‌حاره‌ای است که در فیجی و والیس و فوتونا قرار دارد. این جنگل‌ها دامنه‌های رو به باد دو جزیره بزرگ فیجی یعنی ویتی لوو و وانوا لوو و جزایر کوچک‌تر فیجی و نیز جزایر والیس و فوتونا از قلمروهای فرادریایی فرانسه را می‌پوشانند. دامنه خشک‌تر پشت به باد این جزایر در محدوده بوم‌ناحیه جنگل‌های خشک حاره‌ای فیجی قرار دارد.